# Pseudanthias bimaculatus
Pseudanthias bimaculatus là một loài cá biển thuộc chi Pseudanthias trong họ Cá mú. Loài này được mô tả lần đầu tiên vào năm 1955.

## Từ nguyên
Từ định danh bimaculatus trong tiếng Latinh có nghĩa là "có hai đốm" (bi, "hai" và maculatus, "có đốm"), hàm ý đề cập đến hai đốm đỏ thẫm trên vây lưng của loài cá này (đốm thứ hai có thể không có).

## Phạm vi phân bố và môi trường sống
Ở Ấn Độ Dương, từ Mozambique, P. bimaculatus được phân bố trải dài đến Madagascar và các đảo quốc lân cận, ngược lên phía bắc đến Maldives, xa hơn ở phía đông đến đảo Bali và Java (Indonesia); ở Thái Bình Dương, chúng được ghi nhận tại Nouvelle-Calédonie.
P. bimaculatus sống trên các rạn san hô ở độ sâu khoảng từ 20 đến 100 m.

## Mô tả
Chiều dài cơ thể lớn nhất được ghi nhận ở P. bimaculatus là 14 cm.
Cá đực có sự khác biệt kiểu hình tùy theo khu vực địa lý, nhưng nhìn chung đều có màu đỏ tía, nhạt hơn ở bụng, có các vệt dích dắc hồng nhạt dọc theo lườn (ít nổi bật hơn ở cá cái). Cá đực ở Mozambique và Madagascar, chúng có thêm sọc đỏ hoặc vàng sẫm viền tím nhạt từ mõm băng qua dưới mắt xuống gốc vây ngực. Vây đuôi có viền xanh óng ở rìa, chóp thùy màu vàng; cá đực ở Maldives lấm chấm vàng ở giữa đuôi. Cá cái ở 3 khu vực này nhìn chung có màu vàng cam.
Những cá thể được xác định là P. bimaculatus ở các đảo Indonesia lại có kiểu hình khá tương đồng với Pseudanthias pleurotaenia khi có thêm một đốm vuông đặc trưng của loài này ở bên thân. Hơn nữa, P. bimaculatus và P. pleurotaenia được cho là đã tạo ra các cá thể lai ngẫu nhiên do chúng sinh sản cùng lúc ở Indonesia. Những quần thể được cho là P. bimaculatus cần được tái phân loại bằng phương pháp giải trình tự DNA.
Số gai ở vây lưng: 10; Số tia vây ở vây lưng: 16; Số gai ở vây hậu môn: 3; Số tia vây ở vây hậu môn: 7–8; Số gai ở vây bụng: 1; Số tia vây ở vây bụng: 5; Số tia vây ở vây ngực: 16–18; Số vảy đường bên: 43–47.